# 弗勒斯巴赫塔尔
弗勒斯巴赫塔尔（德語：Flörsbachtal，意为“弗勒斯河谷”）是德国黑森州的一个市镇。总面积52.11平方公里，总人口2482人，其中男性1240人，女性1242人（2011年12月31日），人口密度48人/平方公里。